# مارینا کای
مارینا کای (زاده ۹ فوریه ۱۹۹۸) خواننده، ترانه‌سرا و آهنگساز فرانسوی است.